# بالگردگاه هلیترادویندس
بالگردگاه هلیترادویندس (به انگلیسی: Helitradewinds Heliport) یک فرودگاه خصوصی است . این فرودگاه در کشور ایالات متحده آمریکا قرار دارد و در ارتفاع ۱۰۹ متری از سطح دریا واقع شده‌است.